# Handley Page Victor
Хэндли Пейдж «Виктор» (англ. Handley Page Victor) — британский реактивный стратегический бомбардировщик. Разработан и производился Handley Page Aircraft Company. Третий и последний из бомбардировщиков «V-серии» («Vickers Valiant», «Avro Vulcan» и «Handley Page Victor»). Создан в рамках британской воздушной системы ядерного сдерживания. Всего построено 86 самолётов.
Совершил первый полёт 24 декабря 1952 года. Поступил на вооружение Королевских ВВС в 1958 году. «Виктор» недолго использовался в качестве бомбардировщика — в 1968 году «Виктор» был исключён из программы ядерного сдерживания, затем на многих самолётах были найдены усталостные трещины, к тому же для избежания перехвата ВВС Великобритании начали использовать профиль полёта на малых высотах.
Часть «Викторов» были переоборудованы для проведения оперативно-стратегической разведки, на них были установлены радары, камеры и прочее разведывательное оборудование. В 1969 году, когда задачу по ядерному сдерживанию стали выполнять ракеты «Поларис», запускаемые с подводных лодок ВМС Великобритании, огромный флот V-бомбардировщиков оказался лишним. В результате часть уцелевших «Викторов» были превращены в воздушные танкеры для заправки в воздухе. Во время Фолклендской войны заправщики «Виктор» стали важным звеном воздушных операций по снабжению; так, они постоянно заправляли бомбардировщики «Avro Vulcan» на пути к Порту-Стэнли (Операция «Black Buck»).
«Виктор» стал последним V-бомбардировщиком, снятым с вооружения — это произошло 15 октября 1993 года. В качестве заправщика он был заменён на «Vickers VC10» и «Lockheed L-1011 TriStar». «Avro Vulcan» использовался в качестве стратегического ядерного бомбардировщика до 1982 года, когда его сменил значительно меньший по размерам «Panavia Tornado».

## Тактико-технические характеристики
Приведены характеристики варианта B.Mk.1.

### Технические характеристики
- Экипаж: 5 человек
- Длина: 34,5 м
- Размах крыла: 33,3 м
- Высота: 9,2 м
- Площадь крыла: 220,0 м
- Масса нормальная взлётная: 72 540 кг
- Масса максимальная взлётная: 86 260 кг
- Двигатели: Армстронг Сиддли «Сапфир» A.S.Sa.7 (4×5000 кгс)

### Лётные характеристики
- Максимальная скорость: 925 км/ч
- Дальность полёта: 7000 км
- Перегоночная дальность: 10 000 км
- Практический потолок: 15 500 м
- Тяговооружённость: 0,27

### Вооружение
Варианты вооружения:
- 1 УР «Блю Стил»
- 1 бомба «Грэнд Слэм» (9 979 кг)
- 2 бомбы «Толлбой» (5500 кг)
- 4 бомбы калибра 4500 кг
- до 35 бомб калибра 450 кг